# Среднерогатская улица
Среднерога́тская у́лица — улица в Московском районе Санкт-Петербурга. Проходит от Дунайского проспекта до южного полукольца железной дороги.

## История
Среднерогатская улица получила свое название 12 августа 2014 года. Оно связано с тем, что улица проходит близ железнодорожной станции Среднерогатской и исторического района Средняя Рогатка.
На момент присвоения названия улица была проектной. Движение по ней было открыто 2 октября 2020 года. Дорога имеет четыре полосы практически по всей длине за исключением 80-метрового финального отрезка перед круговым перекрестком. Одновременно со строительством улицы был проложен безымянный внутриквартальный проезд от Среднерогатской улицы до Пулковского шоссе вдоль южного полукольца железной дороги.
В 2019 году начали засыпать прямоугольный пруд, расположенный в 130 метрах к западу от перекрестка Среднерогатской улицы и Дизельного проезда. Однако полной засыпки не случилось: по данным на май 2020 года, засыпанным остается только северо-западный фрагмент.

## Застройка
- № 8, корпус 1, — жилой дом (2017[9])
- № 9 — жилой дом (2016[10])
- № 9, корпус 2, — школа (2024[11])

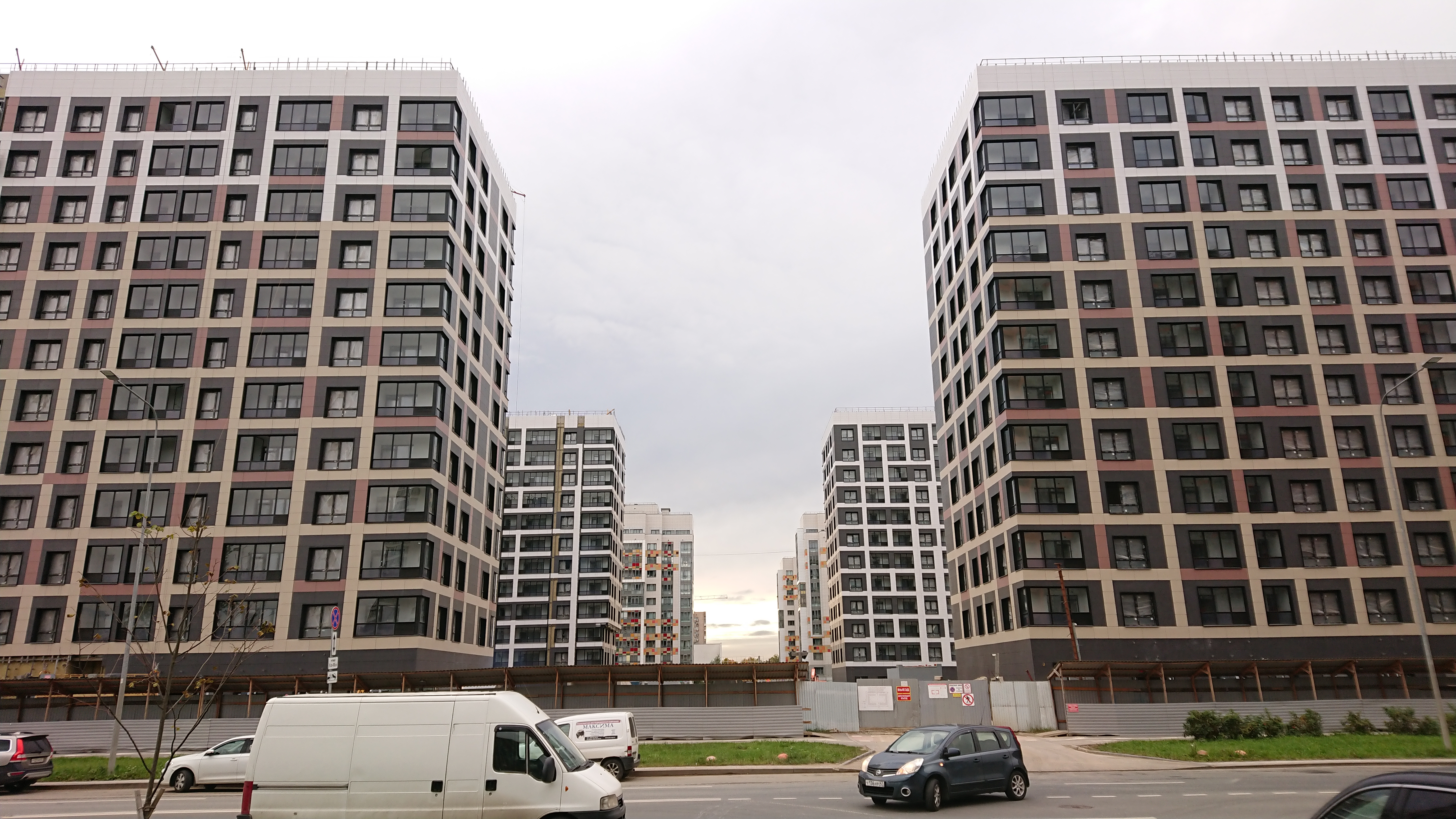
Вид на запад сквозь анфиладу дворов корпусов Среднерогатской 11

- № 10, корпус 1, — жилой дом (2018[12])
- № 11 — жилой дом (2017[13])
- № 12, корпус 1, — жилой дом (2018[14])
- № 13, корпус 1, — жилой дом (2020[15], расширение — 2021[16])
- № 13, корпус 2, — жилой дом (2019[17])
- № 13, корпус 3, — детский сад (2018[18])
- № 14, корпус 1, — жилой дом (2019[19])
- № 15, корпус 2, — детский сад (2024[20])
- № 16, корпус 2, — жилой дом (2020[21])
- № 16, корпус 4, — жилой дом (2020[21])
- № 16, корпус 5, — жилой дом (2019[22])
- № 16, корпус 6, — жилой дом (2019[22])
- № 20 — жилой дом (2018[23])